# Артищів
Арти́щів — село в Україні, у Львівському районі Львівської області. Населення становить 336 осіб - (2016). Орган місцевого самоврядування — Городоцька міська рада.

## Географія
На північ від села проходить М11 Львів—Шегині—державний кордон з Польщею.
Сусідні населені пункти:

## Населення
За даними перепису населення 2001 року, у селі мешкало 360 осіб.

### Мова
Розподіл населення за рідною мовою за даними перепису 2001 року:
| Мова       | Кількість | Відсоток |
| ---------- | --------- | -------- |
| українська | 360       | 100%     |

## Релігія
В селі знаходиться церква Покрови Пресвятої Богородиці, юрисдикція: Львівська митрополія, Стрийська єпархія, Городоцький деканат УГКЦ.

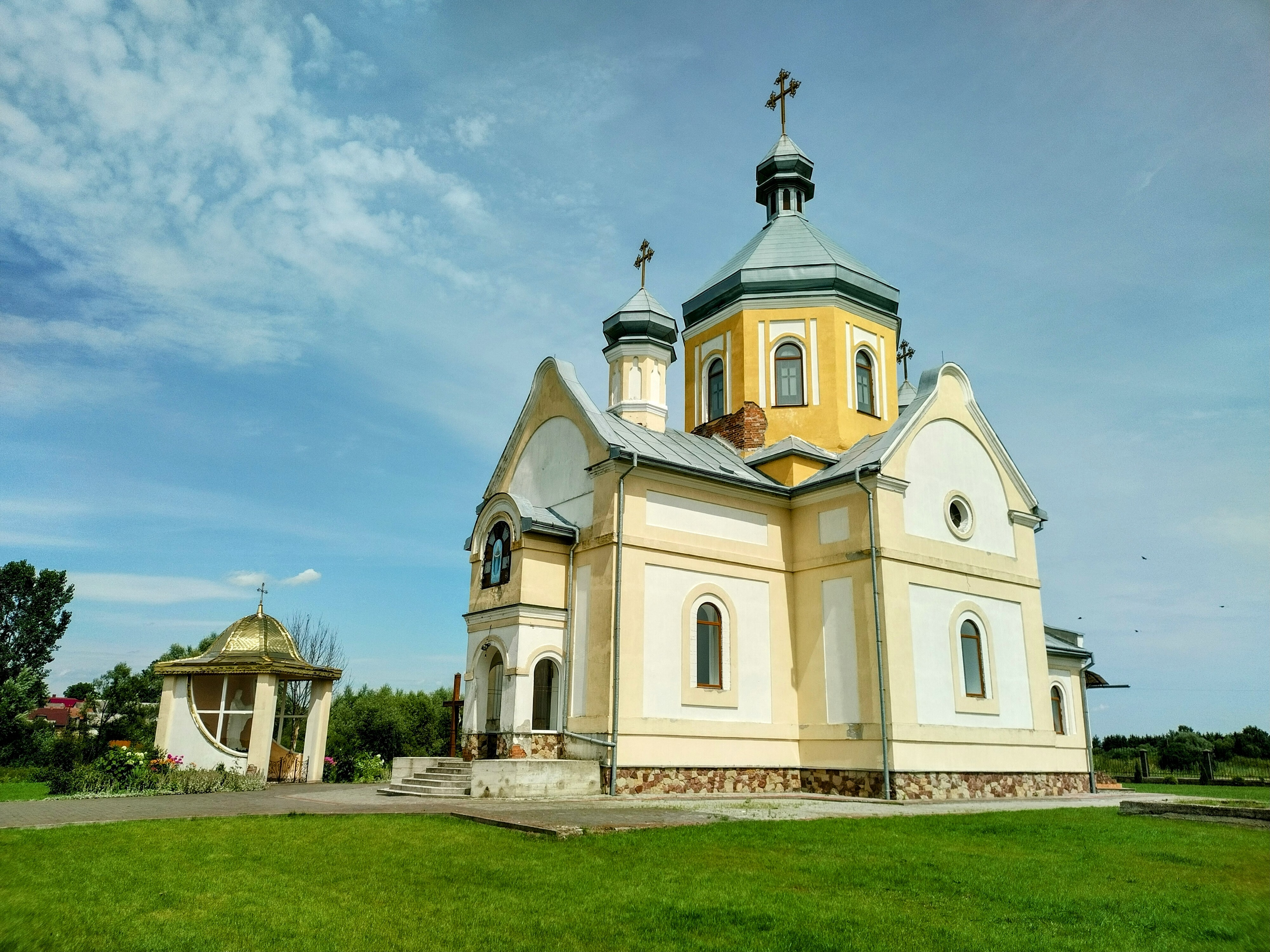
Церква Покрови Пресвятої Богородиці

## Мовні особливості
У селі побутує говірка наддністрянського говору. У Наддністрянському регіональному словнику Гаврила Шила подані такі слова, вживані в Артищеві:
- бичивина — держак батога;
- ґреґар — поздовжня балка в хаті, яка підтримує стелю; сволок;
- задарму — безплатно;
- зазулька — сонечко;
- матина — бадилля картоплі.

## Політика
У селі зареєстрована партійна організація Соціалістичної партії України (з 2006 року).